# Palystes stuarti
Palystes stuarti är en spindelart som beskrevs av Croeser 1996. Palystes stuarti ingår i släktet Palystes och familjen jättekrabbspindlar. Inga underarter finns listade i Catalogue of Life.